# Peter Brynolf
Peter Alarik Brynolf, född 8 september 1976 i Sölvesborg, är en svensk trollkarl och ståuppkomiker. Han utgör tillsammans med kollegan Jonas Ljung, den ena halvan av trolleriduon Brynolf & Ljung, vilket han har gjort sedan år 2005.

## Biografi
Peter Brynolf är född och uppvuxen i Sölvesborg. Han började intressera sig för trolleri som nittonåring, då den ett år yngre brodern Hampus Brynolf beställde hem trolleriböcker via internet, när han i sin tur skulle beställa hem litteraturböcker, som då var till honom själv. Brodern började därefter med att utföra en del trolleritrick, och kom senare i kontakt med en äldre man från den närbelägna grannstaden Bromölla, som sålde trollerirekvisita och trolleriböcker, hemma i sin källare. Brynolf själv å andra sidan, blev slutligen den som tog över brodern Hampus tidigare trolleriintresse, ju längre tiden gick.
Efter avhoppade arkitekturstudier så bestämde sig Brynolf för att påbörja treåriga studier, på Performing Arts School i Göteborg, där han läste på musikalartistutbildningen. Under tiden som han gick på denna utbildning, så lärde han sig att bemästra konsten inom balett, jazz, modern dans, akrobatik, sång, teater och interpretation.